# Kerivoula hardwickii
Kerivoula hardwickii är en fladdermusart som först beskrevs av Thomas Horsfield 1824.  Kerivoula hardwickii ingår i släktet Kerivoula och familjen läderlappar. IUCN kategoriserar arten globalt som livskraftig. Inga underarter finns listade i Catalogue of Life.
Denna fladdermus förekommer i Sydostasien från Pakistan och södra Kina till Filippinerna, Sulawesi och Små Sundaöarna. Arten vistas i låglandet och i bergstrakter mellan 60 och 2100 meter över havet. Individer fångades i skogar och över jordbruksmark men det är inte helt utrett vilket habitat arten föredrar. Kerivoula hardwickii vilar i grottor, i skogar (bland annat under stora blad) och under hustak.
En anmärkningsvärd symbios består mellan arten och en växt av kannrankesläktet. Fladdermusen använder växtens "kanna" som sovplats och djurets avföring tillför växten mineraler.
Arten blir 39 till 55 mm lång (huvud och bål), har en 35 till 43 mm lång svans och 31 till 36 mm långa underarmar. Pälsen har på ovansidan en blek brunaktig färg och på undersidan förekommer grå till ockra päls. Skallen har en något avplattad form. Kerivoula hardwickii skiljer sig från andra fladdermöss av samma släkte i avvikande detaljer av tändernas konstruktion.
Kerivoula hardwickii söker ofta nära människans samhällen efter föda.